# Boris Chrieszczaticki
Boris Chrieszczaticki, ros. Борис Хрещатицкий (ur. 11 lipca 1881 r. w stanicy Nowonikołajewskaja, zm. 22 lipca 1940 r. w Susie) – rosyjski wojskowy (generał major), oficer Legii Cudzoziemskiej, a następnie armii francuskiej podczas kampanii francuskiej 1940 r.
Ukończył aleksandrowski korpus kadetów, a następnie Korpus Paziów. Od 1890 r. służył w lejbgwardii Pułku Kozackiego. Brał udział w wojnie rosyjsko-japońskiej. Służył na Dalekim Wschodzie. Uczestniczył w I wojnie światowej. Od sierpnia 1914 r. dowodził 52 Dońskim Pułkiem Kozackim, zaś od września 1916 r. w stopniu generała majora 2 Brygadą 1 Dońskiej Dywizji Kawalerii. W październiku 1917 r. objął dowództwo Ussuryjskiej Dywizji Kozackiej. Pod koniec 1917 r. przybył na Zabajkale. W 1918 r. zamieszkał w Harbinie. Zajmował się formowaniem antybolszewickich oddziałów ukraińskich. Od czerwca 1919 r. był szefem sztabu atamana marszowego Delokowschodniego Wojska Kozackiego, zaś od stycznia 1920 r. szefem sztabu Wojsk Kozackich Rosyjskiego Dalekiego Wschodu. Prowadził rozmowy z Japończykami w sprawie wspólnej walki z bolszewikami. W lipcu tego roku w stopniu generała porucznika został przedstawicielem wojskowym atamana Grigorija Siemionowa w Chinach. W sierpniu 1921 r. wszedł w skład Najwyższej Rady Wojennej Zabajkala. W 1924 r. przyjechał do Francji, gdzie w 1925 r. wstąpił do Francuskiej Legii Cudzoziemskiej. Służył jako szeregowiec w 4 Szwadronie 1 Cudzoziemskiego Pułku Kawalerii. Od 1926 r. był dowódcą 23 Szwadronu Pułku. Następnie dowodził grupą kozacką straży pogranicznej w Syrii. Od 1929 r. w stopniu porucznika pełnił funkcję przedstawiciela Legii do specjalnych poruczeń do Spraw Lewantu i Północnej Afryki. W 1933 r. odszedł z Legii, zamieszkując w Paryżu.
Po ataku wojsk niemieckich na Francję 10 maja 1940 r., wstąpił do armii francuskiej, obejmując dowództwo szwadronu kawalerii.